# Potamochoerus larvatus

O porco-vermelho(nome científico: Potamochoerus larvatus), porco-bravo-africano, potamochero, ou porco-do-mato-africano, é uma espécie de suídeo do género Potamochoerus nativo da África. Ocorre, entre outros países, em Moçambique, onde é também conhecido como porco-vermelho, e onde outrora já chegou a ser considerada uma praga, dada sua presença por todas as regiões do país.